# Іто Канако
Іто Канако (яп. いとう かなこ, нар. 28 березня 1973) — японська співачка з Уцуномія, Точіґі, Японія. Вона авторка багатьох пісень, які з'явилися у відеоіграх й аніме. 